# Viceroy's House
Viceroy's House (no Brasil: O Último Vice-Rei , e em Portugal: Adeus Índia) é um filme de drama histórico britânico-indiano de 2017, dirigido por Gurinder Chadha e escrito por Paul Mayeda Berges, Moira Buffini e Chadha.  O filme é estrelado por Hugh Bonneville, Gillian Anderson, Manish Dayal, Huma Qureshi e Michael Gambon.  Foi selecionado para ser exibido fora de competição no 67.º Festival Internacional de Cinema de Berlim. 
O filme foi lançado no Reino Unido em 3 de março de 2017,  enquanto a versão dublada em hindi intitulada Partition: 1947 foi lançada na Índia em 18 de agosto de 2017, três dias após seu 70.º Dia da Independência. Foi lançado mundialmente em 1 de setembro de 2017.  Viceroy's House é baseado nos livros Freedom at Midnight, de Larry Collins e Dominique Lapierre, e The Shadow of the Great Game: The Untold Story of Partition, de Narendra Singh Sarila. 

## Enredo
Lord Louis Mountbatten (Hugh Bonneville) chega à Rashtrapati Bhavan em Nova Deli em 1947 com sua esposa Edwina (Gillian Anderson) e a filha Pamela. Como o último vice-rei da Índia, ele é encarregado de supervisionar a dissolução do Raj britânico e o estabelecimento de uma nação indiana independente. Mountbatten tenta mediar um desentendimento entre os dois principais líderes políticos indianos: Jawaharlal Nehru, que quer que a Índia permaneça intacta como uma nação após a independência, e Muhammad Ali Jinnah, que deseja estabelecer um estado muçulmano separado, o Paquistão.
Enquanto isso, o recém-chegado valet de Mountbatten, Jeet (Manish Dayal), encontra a bela Alia (Huma Qureshi), por quem ele se apaixonara anteriormente. Alia continua a rejeitar Jeet porque ele é hindu e ela muçulmana; a moça tem receios de decepcionar seu pai inválido, Ali (Om Puri).
Com motins acontecendo em toda a Índia, os britânicos decidem acelerar o processo de independência. Mountbatten tem a intenção de uma solução de um Estado, mas com a intensificação da violência entre muçulmanos e hindus, ele aceita com relutância a Partição da Índia.

## Elenco
- Hugh Bonneville como Lord Louis Mountbatten
- Gillian Anderson como Lady Edwina Mountbatten
- Manish Dayal como Jeet Kumar
- Huma Qureshi como Aalia Noor
- Michael Gambon como Lord Lionel 'Pug' Ismay
- Om Puri como Ali Rahim Noor
- David Hayman como Ewart
- Simon Callow como Cyril Radcliffe
- Denzil Smith como Muhammad Ali Jinnah
- Neeraj Kabi como Mahatma Gandhi
- Tanveer Ghani como Jawaharlal Nehru
- Lily Travers como Pamela Mountbatten
- Jaz Deol como Duleep Singh
- Arunoday Singh como Asif
- Roberta Taylor como Miss Reading
- Darshan Jariwala como Guptaji
- Trishaan as Farrukh
- Raj Zutshi como Chefe de cozinha
- Raja Samar Singh Sarila como Syed Mohammad Ahsan
- Sarah-Jane Dias como Sunita
- Samrat Chakrabarti como Moshin
- Hriiday Malhotra como Sanjit
- Simon Williams como Archibald Wavell
- Lucy Fleming como Lady Wavell
- Noah Zeiler como Henry F. Grady
- Robin Soans como Sir Evan Meredith Jenkins
- Terence Harvey como Sir Fred Burrows
- Nicholas Blane como Sir Olaf Kirkpatrick Caroe
- Yusuf Khurram como Sardar Vallabhbhai Patel
- Anil Bhagwat como Liaquat Ali Khan
- Eran Bein como Sir Eric Miéville
- Kamal Karamchandani como Maulana Azad
- Majid Khan como Acharya Kripalani

## Lançamento
Viceroy's House foi selecionado para ser exibido fora de competição no 67.ª Festival Internacional de Cinema de Berlim em 12 de fevereiro de 2017.  O filme foi lançado no Reino Unido em 3 de março de 2017,  foi dublado em hindi intitulado Partition: 1947 e foi lançado na Índia em 18 de agosto de 2017.  Foi proibido no Paquistão. 

## Recepção
O filme recebeu avaliações geralmente positivas dos críticos. No agregador de críticas Rotten Tomatoes, o filme mantém um índice de aprovação de 76% com base em 41 avaliações, com uma classificação média de 6/10. The New York Times elogiou o filme por "colocar uma história ampla em um tempo de execução compacto sem sacrificar o fluxo ou o interesse".  The Washington Post o considerou "educativo, embora melodramático", concluindo que "o filme realiza uma tarefa difícil, dando sentido a um período complicado da história."